# 松柏社
松柏社（しょうはくしゃ）は、東京都千代田区飯田橋にある出版社。1948年8月に設立。英語関連の書籍を扱っている。